# Филипона (Алесандрија)
Филипона је насеље у Италији у округу Алесандрија, региону Пијемонт.
Према процени из 2011. у насељу је живело 110 становника. Насеље се налази на надморској висини од 94 м.